# Helmuth von Plessen
Helmuth von Plessen (ur. 4 kwietnia 1699 w Cambs, zm. 16 marca 1761 w Ivenack) – królewsko-polski i elektorsko-saski szambelan, rzeczywisty tajny radca i przedstawiciel dyplomatyczny przy dworze duńskim.

## Życiorys
Wywodził się z rodu von Plessen. Urodził się w 1699 jako syn urzędnika Diedricha Joachima von Plessena i Gertrudy Eleonory von Plessen z domu von Lepel.